# Vyans-le-Val
Vyans-le-Val is een gemeente in het Franse departement Haute-Saône (regio Bourgogne-Franche-Comté) en telt 405 inwoners (2011). De plaats maakt deel uit van het arrondissement Lure.

## Geografie
De oppervlakte van Vyans-le-Val bedraagt 3,3 km², de bevolkingsdichtheid is 122,7 inwoners per km².
De onderstaande kaart toont de ligging van Vyans-le-Val met de belangrijkste infrastructuur en aangrenzende gemeenten.

## Demografie
Onderstaande figuur toont het verloop van het inwonertal (bron: INSEE-tellingen).

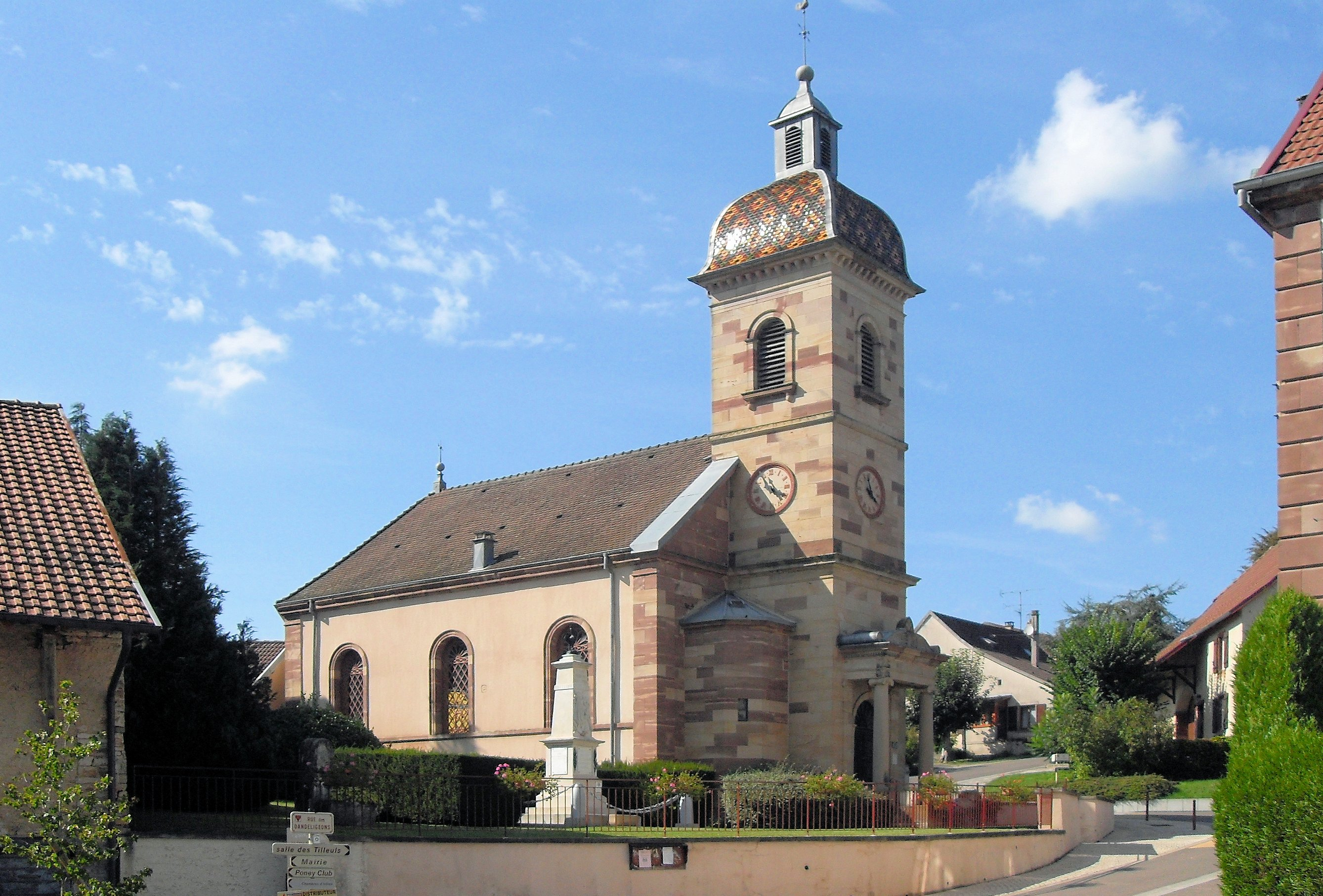
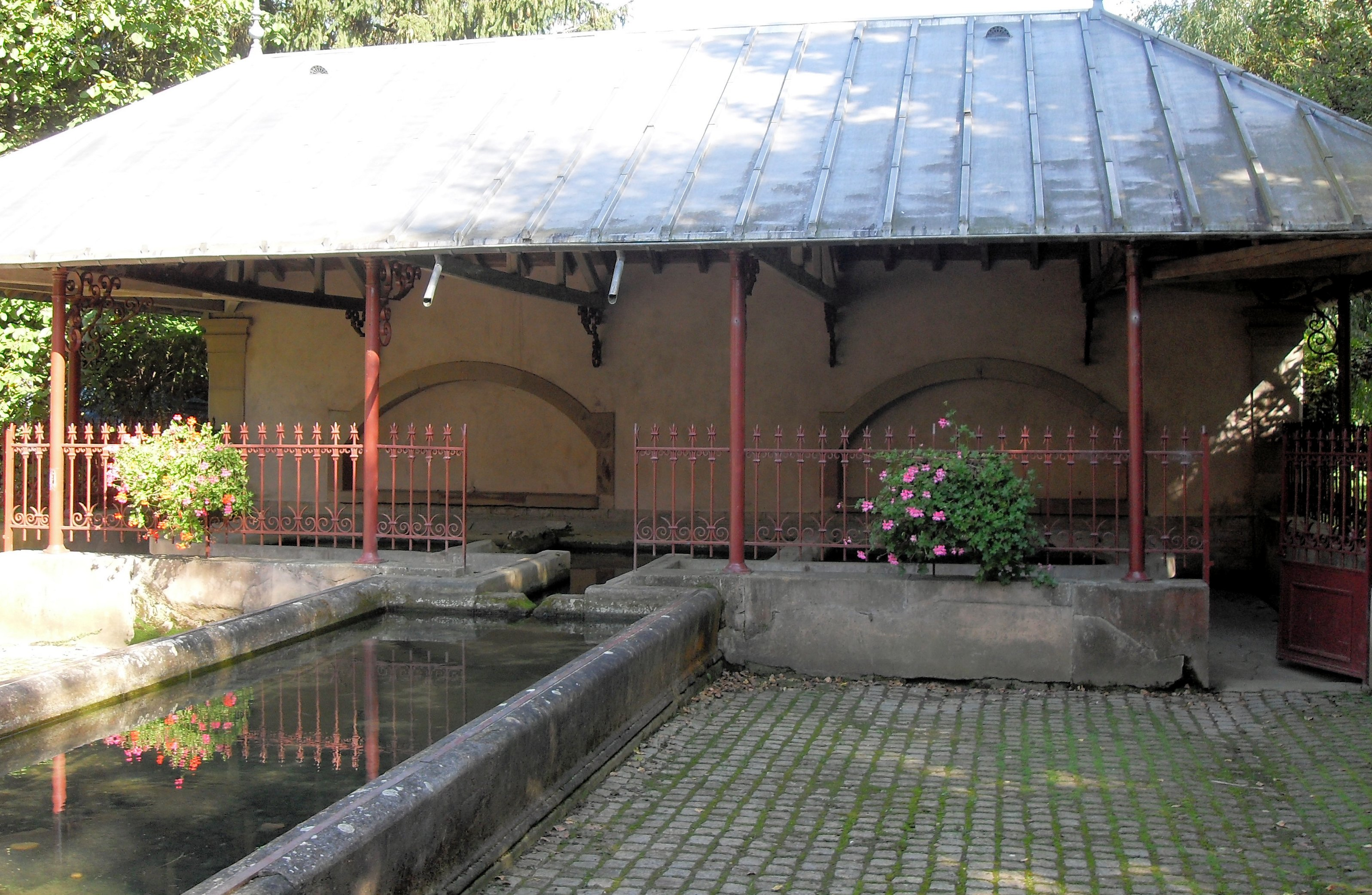
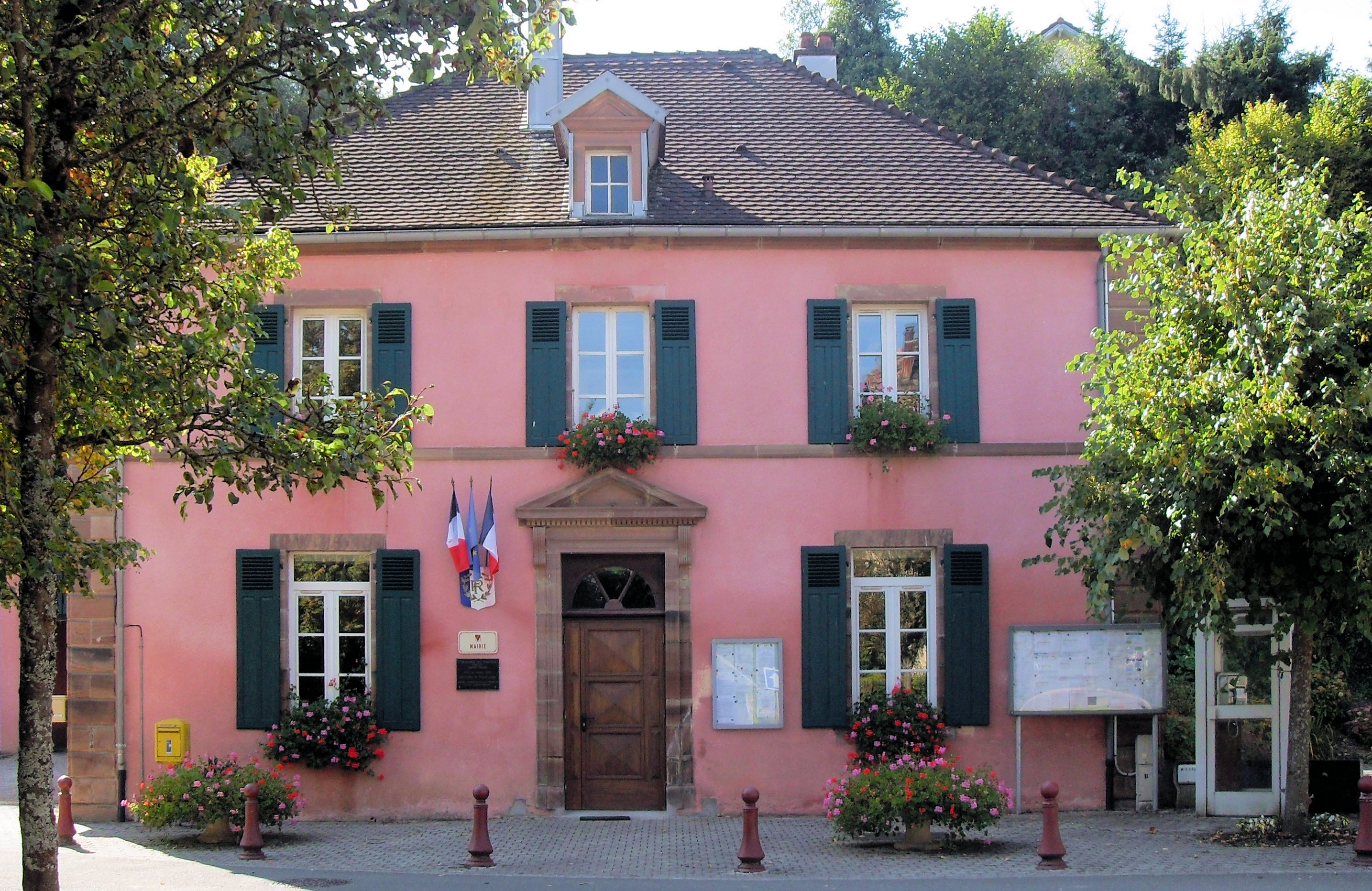

1. ↑  Populations de référence 2022.